# Diecezja Talca
Diecezja Talca – rzymskokatolicka diecezja w Chile, obejmująca obszary prowincji Curicó i Talca (z wyjątkiem gmin Constitución i Empedrado).